# Estação Porte de Clignancourt
Porte de Clignancourt é uma estação da linha 4 do Metrô de Paris, localizada no 18.º arrondissement de Paris. É o terminal norte da linha.

## Localização
A estação está situada no boulevard Ornano ao nível da Porte de Clignancourt.

## História
A estação foi aberta em 21 de abril de 1908.
Seu nome vem da antiga aldeia de Clignancourt, que pertenceu à Abadia de Saint Denis. Durante a construção do Muro de Thiers, o nome da aldeia foi dado à porta das fortificações que o protegiam. Foi anexado à cidade de Paris pela lei de 16 de junho de 1859.
Em 2011, 9 000 298 passageiros entraram nesta estação. Ela viu entrar 8 699 614 passageiros em 2013, o que a coloca na 26ª posição das estações de metrô por sua frequência.
Após o lançamento da extensão do tramway T3b em novembro de 2018, o nome da estação foi progressivamente subtitulado como Puces de Saint-Ouen do nome deste distrito e do pólo comercial situado nas proximidades. Inicialmente incluído nas plataformas deste bonde, este subtítulo é gradualmente adicionado às placas dispostas nos corredores, listando as estações servidas; deve, portanto, ser retomada em breve nas placas da própria estação de metrô.

## Serviços aos Passageiros

### Acessos
A estação tem três acessos que levam aos números 79, 80 bis e 82 do boulevard Ornano.

### Plataformas
Porte de Clignancourt é uma estação de configuração padrão: ela tem duas plataformas laterais separadas pelas vias do metrô e a abóbada é elíptica. A decoração é do estilo "Ouï-dire" de cor verde: a faixa de iluminação, da mesma cor, é suportada por consoles curvos em forma de foice. A iluminação direta é branca enquanto que a iluminação indireta, projetada na abóbada, é multicolorida. As telhas em cerâmica brancas são planas e recobrem os pés-direitos, a abóbada, os tímpanos e as saídas dos corredores. Os quadros publicitários são verdes e cilíndricos e o nome da estação é escrito em letras maiúsculas em placas esmaltadas. A plataforma em direção a Montrouge, conhecida como plataforma de embarque, é equipada com assentos "assis-debout" e de banquetas individuais cinzas. A outra plataforma, conhecida como plataforma de desembarque, é desprovida.

### Intermodalidade
A estação é servida pelas linhas 56, 85, 137, 166, 255 e 341 da rede de ônibus RATP e, à noite, pelas linhas N14 e N44 da rede Noctilien.
A estação também está em correspondência com a linha T3b do Tramway d'Île-de-France desde a sua extensão até a Porte d'Asnières, em 24 de novembro de 2018.

## Pontos turísticos
- Marché aux Puces de Saint-Ouen
- Cemitério parisiense de Saint-Ouen
- Centro Universitário de Clignancourt, anexo à Universidade Paris-Sorbonne